# Narex

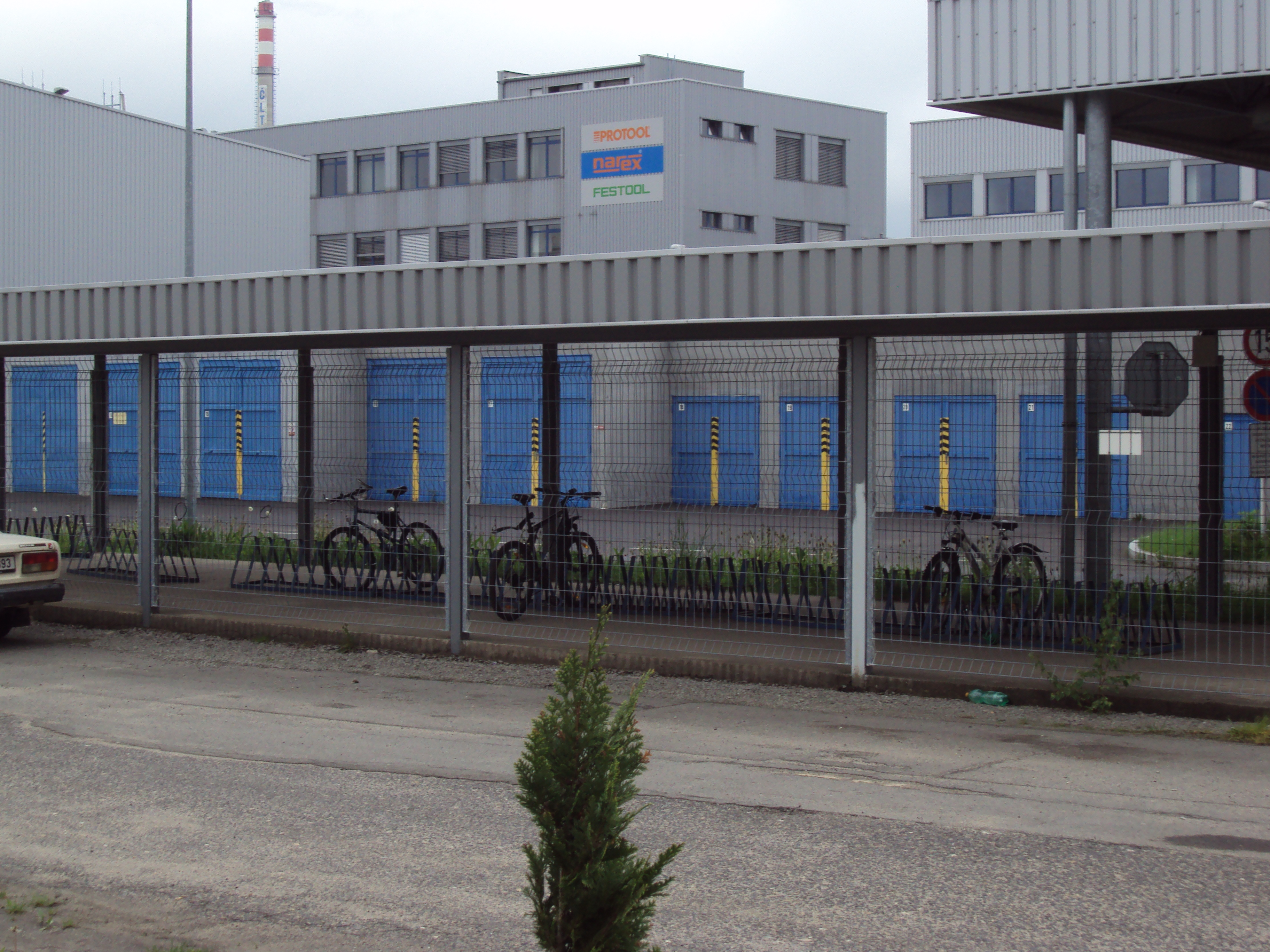
Stávající továrna ve Svárově, Chelčického ulici

NAREX s.r.o. je výrobce elektrického nářadí značky Narex, založený v České Lípě roku 1943. V současnosti firmu vlastní choceňská společnost Schipro s.r.o.. Výrobní závod byl součástí národního podniku Nářadí Praha (později Narex Praha).

## Historie
V období druhé světové války se do České Lípy přestěhovala pobočka firmy Siemens. Pod názvem Elmowerk zde začala v roce 1943 výroba elektrických vrtaček. Rok po skončení války se závod stal pobočkou podniku Elektro-Praga a v roce 1947 byl začleněn pod národní podnik ČKD Praha. V roce 1961 se stal součástí národního podniku Nářadí Praha, který byl později přejmenován na Narex Praha. V roce 1991 se stal národní podnik Narex Česká Lípa akciovou společností ve 100% vlastnictví státu. O tři roky později většinový balík akcií odkoupila německá firma Festo Tooltechnic, která se později stala součástí holdingu TTS Tooltechnic Systems AG. V roce 2024 holding TTS Tooltechnic Systems AG prodal společnost firmě Schipro s.r.o..
Továrna stála v Moskevské ulici, odkud se přestěhovala do Chelčického ulice ve čtvrti Svárov.

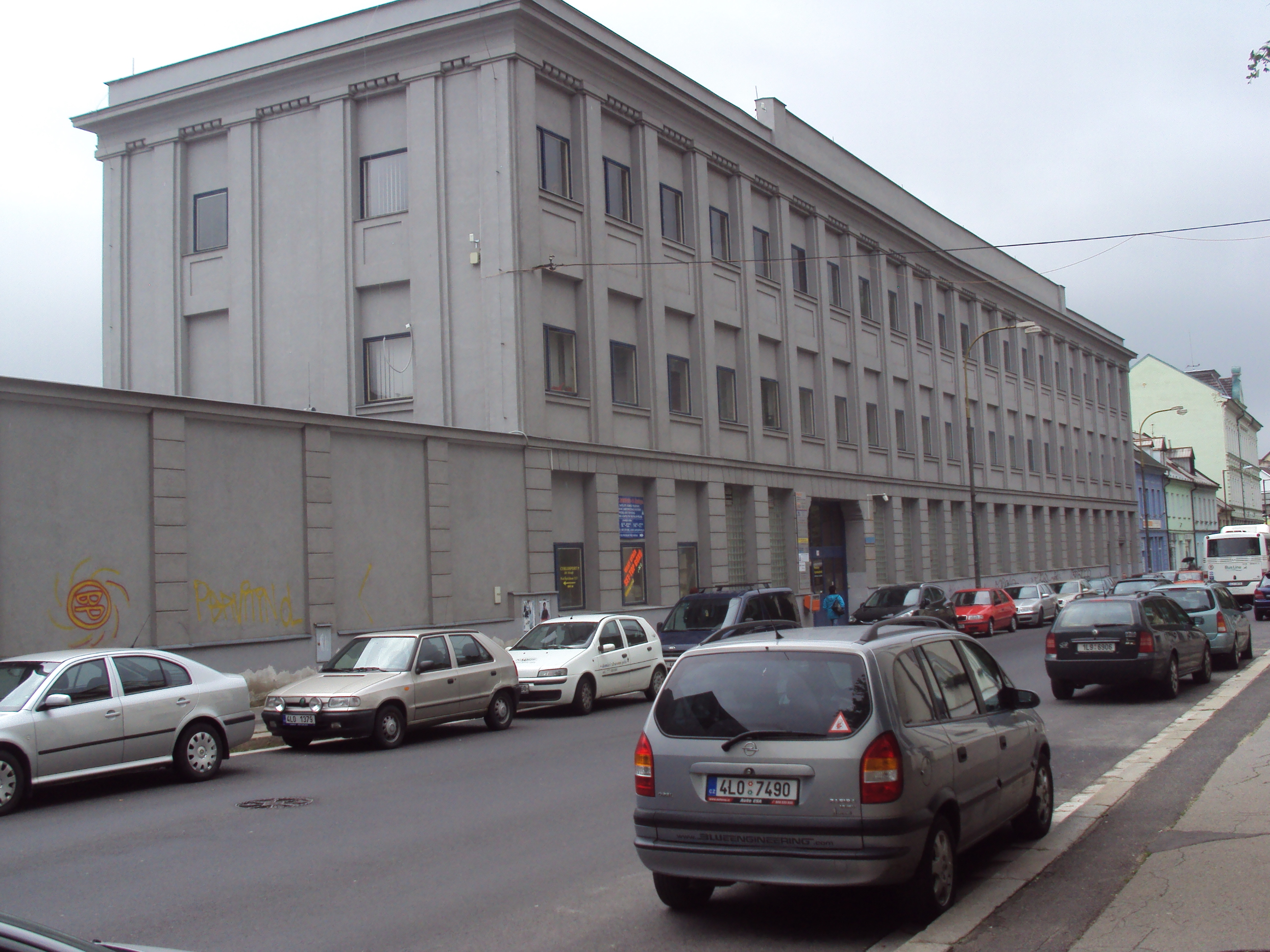
Budovy původní továrny v Moskevské ulici

## Sortiment
V závodě se vyrábí[zdroj?] v mnoha variantách elektrické úhlové brusky, příklepové a další vrtačky, elektrické a akušroubováky, kotoučové a kmitací pily a další elektrické nářadí.